# Gwaihir
Gwaihir je lik iz knjige Gospodar prstenova.
Najjači je među velikim orlovima. Gospodar je vjetra. Sudjelovao je u bitci 5 vojski i uz pomoć njega orkovi su pobijeđeni. Bio je Gandalfov prijatelj. Gandalfa je spasio poslije borbe 
s Balrogom u Moriji te od Sarumana kada je bio zarobljen na glavnoj kuli Isengarda, Orthancu. Nakon što su Frodo Baggins i Sam Gamgee bacili prsten u vatre Klete gore Gwaihir ih je spasio.